# ランディ・パウシュ
ラドルフ・フレデリック・パウシュ（Randolph Frederick Pausch, 1960年10月23日 - 2008年7月25日）は、アメリカ合衆国にあるカーネギーメロン大学の終身教授。専門はコンピュータ科学やマンマシンインタフェースである。
2007年9月18日に、パウシュはカーネギーメロン大学で「最後の授業：子供時代に抱いた夢の実現（en:The Last Lecture：Really Achieving Your Childhood Dreams）」という明るいタイトルの講義を行った。
2008年7月25日に、膵癌からの合併症で、バージニア州にある自宅で、家族に見守られながら亡くなった。

## 来歴
パウシュはメリーランド州ボルチモアで生まれ、同州コロンビアで育った。オークランド・ミルズ高校を卒業し、1982年5月にはブラウン大学でコンピューター科学学士号を取得。1988年8月には、カーネギーメロン大学でコンピュータ科学博士号を取得した。

## 最後の授業
2006年9月に、自身が膵癌の末期症状にあることを知り、医師からは余命3か月から6か月と診断されていた。
パウシュは2007年9月18日、母校のカーネギー・メロン大学で「最後の授業：子供時代に抱いた夢の実現（The Last Lecture：Really Achieving Your Childhood Dreams）」と言う名の講義を行った。「最後の授業」とは、同大で行われる特別講義シリーズの名称で、教授らが「もし死ぬ事が分かっていたら」という仮定のもとに教鞭をとるものである。このとき、彼は末期ガンで同大は特別講義シリーズの名称を「Journeys」に変更。パウシュは講義の中で、この名称変更に言及する。この講義は撮影され、YouTubeやiTunesUにアップロードされたほか、メディアに取り上げられ、書籍化もされた。カーネギー・メロン大学が管理し、同大ウェブサイトでDVDの販売も行う（送料込みで7ドル）。その後、ジェフリー・ザスローとの共著『最後の授業 ぼくの命があるうちに』を発表、ニューヨーク・タイムズに取り上げられるほどのベストセラーになった。
講義の最後には「この講義は、いまこの講堂にいる皆さんに向けたものではありません。本当は私の子供たちに向けたものなのです」と締めくくった。
カーネギーメロン大学学長のジャレッド・コーンは、パウシュの人間性について感情的に語り、大学と教育への彼の貢献を「驚くべき素晴らしい」と言った。
その後、カーネギーメロン大学は、パウシュにちなんで、カーネギーメロン大学の新しいコンピュータサイエンスの建物と芸術センターを接続する歩道橋を建設し、名前を付けることで、パウシュの世界への影響を祝うことを発表した。ブラウン大学教授のアンドリーズ・ヴァン・ダムは、パウシュの最後の講義に続いて、彼の勇気とリーダーシップを称賛し、彼をロールモデルと呼んで、涙を流し、熱烈なスピーチをした。
ランディ・パウシュ記念歩道橋は2009年10月30日に完成し、ジャイ、ディラン、ローガン、クロエ・パウシュがリボンを切った。

## 邦訳
- ランディ・パウシュ『最後の授業 ぼくの命があるうちに』ランダムハウス講談社、2008年
- ランディ・パウシュ『最後の授業 ぼくの命があるうちに』(SB文庫)、SBクリエイティブ、2013年